# Isabella Rossellini
Isabella Rossellini (Róma, 1952. június 18.–) olasz–amerikai színésznő, modell.

## Élete
Isabella Rossellini 1952. június 18-án született Rómában Roberto Rossellini és Ingrid Bergman gyermekeként. Ikertestvére Isotta Ingrid Rossellini.
Főiskolai tanulmányait a Divat- és jelmeztervezői Főiskolán végezte Rómában. Ezután elvégezte az Új Társadalomtudományi Főiskolát New Yorkban.
Karrierje kezdetén édesapja filmjeiben volt jelmeztervező. 1972-ben New Yorkba költözött. Közben az olasz tv tudósítója volt. 1980–1982 között a Vogue modellje volt. 1982–1995 között a Lancôme kozmetikai céggel kötött modellszerződést. 1995–től a Lancaster Cosmetics GP marketingosztályának alelnöke.

## Filmjei
- Nina (1976)
- A rét (1979)
- Halálbalett (1985)
- Kék bársony (1986)
- Halálbalett (1987)
- Kemény fiúk tánca (1987)
- Nagyra törő álmok (1987)
- Felnőttmesék (1988)
- Unokatestvérek (1989)
- Piroska és a farkas (1989)
- Veszett a világ (1990)
- Elefántcsontvadászok (1990)
- Gáláns dámák (1990)
- Hazug ikrek (1991)
- Velence ostroma (1991)
- Jól áll neki a halál (1992)
- Az ártatlan (1993)
- Félelem nélkül (1993)
- Bukott angyalok (1993)
- Pácban (1993)
- Wyatt Earp (1994)
- Halhatatlan kedves (1994); Erdődy Annamária grófné
- Croce e delizia (1995)
- Az évszázad bűnesete (A Lindbergh bébi elrablása) (1996)
- Olasz módra (1996)
- Temetés (1996)
- A törvény terhe (1997)
- Odüsszeia (1997)
- Az imposztorok (1998)
- Merlin (1998)
- Don Quijote (1999)
- Ránk szakad az ég (2000)
- Birodalom (2001)
- Napóleon (2002); Joséphine császárné
- Sorsfordító rabbi (2004)
- Heights (2004)
- Földtenger kalandorai (2004)
- Apukám 100 éves (2005)
- A kecske ünnepe (2005)
- Két szerető (2008)
- Konklávé (2024); Ágnes nővér